# Baltic Works

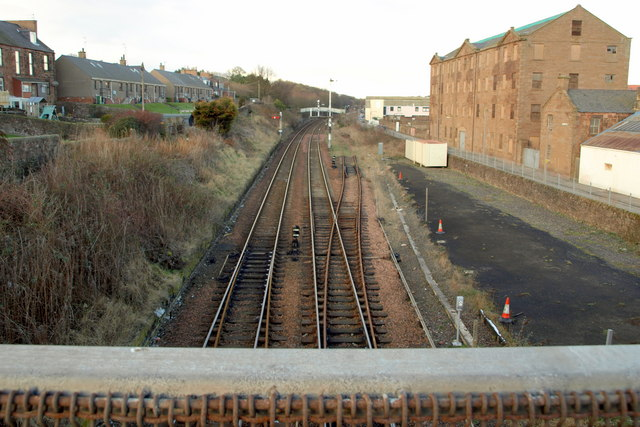
Baltic Works

Die Baltic Works sind eine ehemalige flachsverarbeitende Mühle in der schottischen Kleinstadt Arbroath in der Council Area Angus. 1971 wurde das Bauwerk in die schottischen Denkmallisten zunächst in der Kategorie B aufgenommen. Die Hochstufung in die höchste Denkmalkategorie A erfolgte 2003.

## Geschichte
Die Baltic Works wurden 1852 von Andrew Lowson gegründet. Bis 1864 hatte sich die Mühle zum größten textilproduzierenden Betrieb Arbroaths entwickelt. Nach Lowsons Tod im Jahre 1897 übernahmen seine Söhne das Unternehmen. Nach unüberlegten Investitionen in Übersee mussten sie die Mühlen zum Verkauf anbieten. 1905 war nur noch eine der Mühlen in Betrieb. 1948 wurde das Unternehmen schließlich aufgelöst.
Ab 1932 wurden die Gebäude als Whiskylager genutzt. Seit den 1990er Jahren stehen sie leer. 1997 wurden die Baltic Works in das Register gefährdeter denkmalgeschützter Bauwerke in Schottland aufgenommen. Nachdem längere Zeit nach einer Nachnutzung gesucht worden war, wurde 2014 die Umnutzung der ehemalige Mühle zu günstigem Wohnraum beschlossen. Der Eintrag wurde zwischenzeitlich gelöscht, was regelmäßig auf eine erfolgreiche Restaurierung hindeutet.

## Beschreibung
Die Baltic Works stehen an der Dens Road im Zentrum von Arbroath. Die Mühle, die einst Flachsfaser zu Leinen verarbeitete, ist klassizistisch ausgestaltet mit palladianischen Motiven. Die Mühle ist brandsicher konstruiert mit gusseisernen Zwischendecken. Eine in einem eigenen Gebäude installierte Balanciermaschine trieb die Maschinerien an.